# Cherbourg-en-Cotentin
Cherbourg-en-Cotentin è una città del nord del dipartimento della Manica di 80 616 abitanti (2015). Essa è stata istituita come comune il 1º gennaio 2016, con il raggruppamento dei 5 comuni membri della Comunità urbana di Cherbourg (CUC), sotto lo statuto di commune nouvelle: Cherbourg-Octeville (già fusione di Cherbourg e Octeville nel 2000), Équeurdreville-Hainneville (già fusione di Équeurdreville e Hainneville nel 1965), La Glacerie, Querqueville e Tourlaville.